# Got to Dance (deutsche Ausgabe)
Got to Dance war eine deutsche Tanz-Castingshow, die seit dem 20. Juni 2013 von ProSieben und Sat.1 ausgestrahlt wurde. Sie ist ein Ableger der gleichnamigen britischen Sendung, die seit 2009 produziert wird (die 4. und letzte Staffel wurde dort bereits 2013 ausgestrahlt). Die Show wurde im Coloneum (MMC-Studios) in Köln aufgezeichnet. Nach drei ausgestrahlten Staffeln von 2013 bis 2015 gab ProSieben bekannt, dass es 2016 keine weitere Staffel geben wird.
Im Herbst 2015 wurde von Sat.1 eine Kinderversion der Show ausgestrahlt. Als Jury fungierten Nikeata Thompson, Bürger Lars Dietrich und Susan Sideropoulos. Moderiert hat wie bei der Hauptshow Alexandra Maurer.

## Konzept
Das Konzept ist analog zur englischen Originalshow. Die Show ist eine Talentshow für Tänzer und schränkt die Teilnehmer weder im Tanzstil noch in der Gruppengröße ein. Zu gewinnen sind 100.000 Euro. Zunächst tanzen die Kandidaten in den Auditions den Juroren vor. Diese entscheiden durch Drücken einen gelben oder roten Sterns über das Weiterkommen ins Halbfinale. Vergab nur ein Jurymitglied einen roten Stern, war der Kandidat in den Staffeln 1 und 2 aus dem Rennen. In Staffel 3 dagegen gibt es für einen Kandidaten mit nur einem roten Stern ein sogenanntes Callback: Er tritt nochmals vor der Jury (diesmal ohne Saalpublikum) auf, um den einen Juror umzustimmen. Im Halbfinale treten die Kandidaten gegen ein oder zwei andere an (Battle-Round). Die Jury entscheidet, wer ins Televoting geschickt wird. Die Zuschauer entscheiden im Televoting, welche Battle-Gewinner ins Finale einziehen dürfen. Zuvor schickt in Staffel 3 die Jury ihren Favoriten aus jedem Halbfinale in die Endrunde.

## Mitwirkende

### Moderation
| Staffel | Moderator/in     |
| ------- | ---------------- |
| 1       | Johanna Klum     |
| 2       | Johanna Klum     |
| 3       | Alexandra Maurer |

### Jury
| Staffel | Jury            | Jury             | Jury             |
| ------- | --------------- | ---------------- | ---------------- |
| 1       | Palina Rojinski | Howard Donald    | Nikeata Thompson |
| 2       | Palina Rojinski | Howard Donald    | Nikeata Thompson |
| 3       | Palina Rojinski | Anton Zetterholm | Marvin A. Smith  |

## Erste Staffel (2013)
Die erste Staffel wurde in sechs Folgen vom 20. Juni bis 5. Juli 2013 ausgestrahlt. In der Jury saßen Palina Rojinski, Howard Donald und Nikeata Thompson.

### Auditions
Die Castings zur ersten Staffel fanden im April 2013 statt. Die Auditions wurden zwischen dem 18. und dem 22. Mai 2013 im MMC-Coloneum in Köln aufgezeichnet und vom 20. bis zum 27. Juni 2013 in drei Fernsehsendungen ausgestrahlt.
Folgende Kandidaten qualifizierten sich in den Auditions:
| Folge 1 | Folge 2 | Folge 3 |
| --- | --- | --- |
| - Tim M. - Team Recycled - Dancefloor Destruction Crew - Swingin’ Crocs - Poppin Hood - KeraAmika - Leandro Palme - Vadim Averin - Ruffy - Georgina Philip (Leo Melody) - Jilou Rasul - New Power Generation | - Frederick We - S’n’C Kidz - Contrast - Special Delivery - Patrizia Kowalak - Dennis Catalano - Justen Beer - League of Gentlemen - Dirty Hands - Funky Boogies - Young Dreamers | - Zita Karsai - Daniel Schmuck & Veronika Obholz - Baran - Fatlum - THREE × ONE - Maria Tolika - Sebastian Petrascu - Outfaced - Tabea und Jonas Gagelmann - Penguin Tappers - The Messengers - GuessWho - M.I.K. Family - Airdit & Ben - Link2Dance-Patchwork - Dennis Mac Dao - Nikolai Behrens |

### Halbfinale
In den beiden Halbfinalshows am 28. Juni und 4. Juli 2013 traten 19 bzw. 20 Kandidaten in Battle Rounds gegeneinander an. Einer pro Runde wurde durch die Jury ins anschließende Televoting gewählt. Dort bestimmten die Zuschauer jeweils sechs Kandidaten, die ins Finale am 5. Juli 2013 einzogen.

#### 1. Halbfinale
Battle-Round
| Battle | Gegner                      | Gegner                      | Gegner                      | Gegner               | Gegner               | Gegner               |
| ------ | --------------------------- | --------------------------- | --------------------------- | -------------------- | -------------------- | -------------------- |
| 1      | The Messengers              | The Messengers              | The Messengers              | S’n’C Kidz           | S’n’C Kidz           | S’n’C Kidz           |
| 2      | Denise                      | Denise                      | Denise                      | Leandro Palme        | Leandro Palme        | Leandro Palme        |
| 3      | Swingin’ Crocs              | Swingin’ Crocs              | Swingin’ Crocs              | Dirty Hands          | Dirty Hands          | Dirty Hands          |
| 4      | GuessWho                    | GuessWho                    | GuessWho                    | Contrast             | Contrast             | Contrast             |
| 5      | THREE × ONE                 | THREE × ONE                 | THREE × ONE                 | Airdit & Ben         | Airdit & Ben         | Airdit & Ben         |
| 6      | Penguin Tappers             | Penguin Tappers             | Penguin Tappers             | New Power Generation | New Power Generation | New Power Generation |
| 7      | Dancefloor Destruction Crew | Dancefloor Destruction Crew | Dancefloor Destruction Crew | Team Recycled        | Team Recycled        | Team Recycled        |
| 8      | Dennis Catalano             | Dennis Catalano             | Ruffy                       | Ruffy                | Nikolai Behrens      | Nikolai Behrens      |
| 9      | Maria Tolika                | Maria Tolika                | Maria Tolika                | Patrizia Kowalak     | Patrizia Kowalak     | Patrizia Kowalak     |

Kandidat kam durch die Jury ins Televoting
Kandidat kam auf Grund einer Panne der Jury in das Televoting: Die Wahl der Jury fiel auf Swinging Crocs, es wurde aber Dirty Hands verkündet
Televoting
| Kandidat                    | Televoting |
| --------------------------- | ---------- |
| Patrizia Kowalak            |            |
| S’n’C Kidz                  |            |
| Dancefloor Destruction Crew |            |
| Penguin Tappers             |            |
| Swingin’ Crocs              |            |
| Airdit & Ben                |            |
| Ruffy                       |            |
| Contrast                    |            |
| Dirty Hands                 |            |
| Leandro Palme               |            |

Kandidat kam ins Finale

#### 2. Halbfinale
Battle-Round
| Battle | Gegner              | Gegner              | Gegner              | Gegner                    | Gegner                    | Gegner                    |
| ------ | ------------------- | ------------------- | ------------------- | ------------------------- | ------------------------- | ------------------------- |
| 1      | League of Gentlemen | League of Gentlemen | League of Gentlemen | Special Delivery          | Special Delivery          | Special Delivery          |
| 2      | Vadim Averin        | Vadim Averin        | Vadim Averin        | Justen Beer               | Justen Beer               | Justen Beer               |
| 3      | Fatlum              | Fatlum              | Baran               | Baran                     | Poppin Hood               | Poppin Hood               |
| 4      | Outfaced            | Outfaced            | Outfaced            | Link2Dance-Patchwork      | Link2Dance-Patchwork      | Link2Dance-Patchwork      |
| 5      | Zita Karsai         | Zita Karsai         | Zita Karsai         | Georgina Philip           | Georgina Philip           | Georgina Philip           |
| 6      | Veronika & Daniel   | Veronika & Daniel   | Veronika & Daniel   | Tabea und Jonas Gagelmann | Tabea und Jonas Gagelmann | Tabea und Jonas Gagelmann |
| 7      | M.I.K. Family       | M.I.K. Family       | M.I.K. Family       | KeraAmika                 | KeraAmika                 | KeraAmika                 |
| 8      | Sebastian Petrascu  | Sebastian Petrascu  | Jilou Rasul         | Jilou Rasul               | Frederick We              | Frederick We              |
| 9      | Tim M.              | Tim M.              | Tim M.              | Dennis Mac Dao            | Dennis Mac Dao            | Dennis Mac Dao            |

Kandidat kam durch die Jury ins Televoting
Televoting
| Kandidat             | Televoting |
| -------------------- | ---------- |
| Veronika & Daniel    |            |
| Dennis Mac Dao       |            |
| Link2Dance-Patchwork |            |
| Poppin Hood          |            |
| Vadim Averin         |            |
| M.I.K. Family        |            |
| League of Gentlemen  |            |
| Georgina Philip      |            |
| Frederick We         |            |

Kandidat kam ins Finale

### Finale
Das Finale fand am 5. Juli 2013 statt. Die Jury entschied nach jedem Auftritt, ob der oder die Künstler ins Televoting kamen. Gab jeder Juror einen goldenen Stern, kam der Act weiter. Es gewann das dreizehnjährige Latein-Tanzpaar Daniel Schmuck und Veronika Obholz, das schon einige Junioren-Wettbewerbe gewonnen hat. Zweiter wurde der Berliner Tänzer Dennis Mac Dao.
| Platz | Startnr. | Kandidat                          | Juryvoting                              | Televoting |
| ----- | -------- | --------------------------------- | --------------------------------------- | ---------- |
| 1     | 7        | Daniel Schmuck & Veronika Obholz  | Sternsymbol · Sternsymbol · Sternsymbol | 17,3 %     |
| 2     | 11       | Dennis Mac Dao                    | Sternsymbol · Sternsymbol · Sternsymbol | 17,2 %     |
| 3     | 12       | Airdit TNT & Ben Wichert          | Sternsymbol · Sternsymbol · Sternsymbol | 11,7 %     |
| 4     | 2        | Sven Poppin-Hood Weller           | Sternsymbol · Sternsymbol · Sternsymbol | 10,1 %     |
| 5     | 6        | Dancefloor Destruction Crew (DDC) | Sternsymbol · Sternsymbol · Sternsymbol | 09,7 %     |
| 6     | 1        | S’n’C Kidz                        | Sternsymbol · Sternsymbol · Sternsymbol | 08,2 %     |
| 7     | 5        | Patrizia Kowalak                  | Sternsymbol · Sternsymbol · Sternsymbol | 06,6 %     |
| 8     | 3        | Vadim Averin                      | Sternsymbol · Sternsymbol · Sternsymbol | 06,3 %     |
| 9     | 8        | Link2Dance-PATCHWORK              | Sternsymbol · Sternsymbol · Sternsymbol | 05,6 %     |
| 10    | 9        | M.I.K Family                      | Sternsymbol · Sternsymbol · Sternsymbol | 04,5 %     |
| 11    | 10       | Swingin’ Crocs                    | Sternsymbol · Sternsymbol · Sternsymbol | 02,8 %     |
| 12    | 4        | Penguin Tappers                   |                                         | –          |

## Zweite Staffel (2014)
Sendezeit der zweiten Staffel war vom 17. Juli bis zum 14. August 2014. Die Jury bestand erneut aus Rojinski, Donald und Thompson.

### Auditions
Die Castings zur Show fanden vom 10. Januar bis zum 8. Februar 2014 statt. Die Auditions wurden Ende März bis Anfang April 2014 im MMC-Coloneum in Köln aufgezeichnet und vom 17. bis 31. Juli 2014 ausgestrahlt.
Folgende Kandidaten qualifizierten sich in den Auditions:
| Folge 1 | Folge 2 | Folge 3 | Folge 4 | Folge 5 |
| --- | --- | --- | --- | --- |
| - Karimbo - Leonie - Special Elements - Pierre - JumpJump - David H. - BEM Folk Dance Ensemble - Contrast - Tanzschule Let’s Dance „Kosmos“ - Sergey - CAve25 - Prodigyy Crew - Sandra & Paul - Francis - Black Wine - Oleg - Vanilla Skates Team - Dance Industry - 2Levitate - Danceroom | - David - 2MAD - Hot Potatoes - The Ruggeds - Tanya & Oleg - International ShowTeam - Herrie - Afro Flavour - Viacheslav - SLYD3 - Annemarie - Ginseng Dance Crew - Lisa & Manuel - Gesse & Darlan - Juicy Cristals Cheerleader - Tanzschule Let’s Dance „Kosaken“ - Bronx Sistas - Tom2Rock - Baby Bounce - Martin & Marielle | - BigStyle - Ilya - SoulSpeaker - Sailor Girls - Franziska - Fothamockaz - Flockey - Own Risk - Sarah - Banging Boots - Military Crew - Majid - Arianna - Jolina - M-C Heels - Bente & Mauro | - Dream Dance - Chris & Felice - Amelie - FanatiX - Martin & Mary - Feetback - Different Reality - Daniele - Made to Move - Kim & Alex - Sanny & Nully - B-Town Allstars - TeKi TeKua - Dayan - Chris - Fliegende Homberger - Zoe & Desteney - Virginity - Stiven - Lea - Florian - Fritz & Lauri | - BMB Crew - Arman - Holodeck SkillZ - Fiona & Lawrence - Move4Fun - Tha Gipsys - Christoph - SoulFly - Emil - Hannah - Skullduggery Brothers - Cecilia & David - Diced 13 - Two Abstract - Two Face - Marie-Sophie & Paulo - Marlon & VikBreaker - House of Melody - Ferhat - D.M.A. Crew |

### 1. Halbfinale
Das erste Halbfinale fand am 1. August 2014 statt.
Battle-Round
| Battle | Gegner               | Gegner               | Gegner               | Gegner        | Gegner        | Gegner        |
| ------ | -------------------- | -------------------- | -------------------- | ------------- | ------------- | ------------- |
| 1      | Diced 13             | Diced 13             | Diced 13             | SoulFly       | SoulFly       | SoulFly       |
| 2      | Baby Bounce          | Baby Bounce          | Baby Bounce          | Feetback      | Feetback      | Feetback      |
| 3      | Flockey              | Flockey              | Karimbo              | Karimbo       | Francis       | Francis       |
| 4      | Sarah                | Sarah                | Sarah                | Pierre        | Pierre        | Pierre        |
| 5      | Fothamockaz          | Fothamockaz          | Fothamockaz          | FanatiX       | FanatiX       | FanatiX       |
| 6      | Marie-Sophie & Paulo | Marie-Sophie & Paulo | Marie-Sophie & Paulo | Kim & Alex    | Kim & Alex    | Kim & Alex    |
| 7      | D.M.A. Crew          | D.M.A. Crew          | D.M.A. Crew          | Prodigyy Crew | Prodigyy Crew | Prodigyy Crew |
| 8      | Sanny & Nully        | Sanny & Nully        | Sanny & Nully        | Tom2Rock      | Tom2Rock      | Tom2Rock      |
| 9      | 2Levitate            | 2Levitate            | 2Levitate            | Bente & Mauro | Bente & Mauro | Bente & Mauro |

Kandidat kam durch die Jury ins Televoting
Televoting
| Kandidat             | Televoting |
| -------------------- | ---------- |
| D.M.A. Crew          |            |
| Sarah                |            |
| Marie-Sophie & Paulo |            |
| Bente & Mauro        |            |
| Tom2Rock             |            |
| FanatiX              |            |
| Francis              |            |
| Feetback             |            |
| SoulFly              |            |

Kandidat kam ins Finale

### 2. Halbfinale
Das zweite Halbfinale fand am 7. August 2014 statt.
Battle-Round
| Battle | Gegner        | Gegner        | Gegner        | Gegner          | Gegner          | Gegner          |
| ------ | ------------- | ------------- | ------------- | --------------- | --------------- | --------------- |
| 1      | Military Crew | Military Crew | Military Crew | BMB Crew        | BMB Crew        | BMB Crew        |
| 2      | Jolina        | Jolina        | Leonie        | Leonie          | Amelie          | Amelie          |
| 3      | Two Abstract  | Two Abstract  | Two Abstract  | Hot Potatoes    | Hot Potatoes    | Hot Potatoes    |
| 4      | Danceroom     | Danceroom     | Danceroom     | BigStyle        | BigStyle        | BigStyle        |
| 5      | TeKi TeKua    | TeKi TeKua    | TeKi TeKua    | BlackWine       | BlackWine       | BlackWine       |
| 6      | The Ruggeds   | The Ruggeds   | The Ruggeds   | B-Town Allstars | B-Town Allstars | B-Town Allstars |
| 7      | Chris         | Chris         | Chris         | Ilya            | Ilya            | Ilya            |
| 8      | Lisa & Manuel | Lisa & Manuel | Lisa & Manuel | Sandra & Paul   | Sandra & Paul   | Sandra & Paul   |
| 9      | Arman         | Arman         | Herrie        | Herrie          | Majid           | Majid           |

Kandidat kam durch die Jury ins Televoting
Televoting
| Kandidat      | Televoting |
| ------------- | ---------- |
| BigStyle      |            |
| Leonie        |            |
| Sandra & Paul |            |
| Majid         |            |
| Military Crew |            |
| Two Abstract  |            |
| BlackWine     |            |
| The Ruggeds   |            |
| Chris         |            |

Kandidat kam ins Finale

### 3. Halbfinale
Das dritte Halbfinale fand am 8. August 2014 statt.
Battle-Round
| Battle | Gegner         | Gegner         | Gegner         | Gegner                | Gegner                | Gegner                |
| ------ | -------------- | -------------- | -------------- | --------------------- | --------------------- | --------------------- |
| 1      | Dream Dance    | Dream Dance    | Dream Dance    | Dance Industry        | Dance Industry        | Dance Industry        |
| 2      | Annemarie      | Annemarie      | Annemarie      | Arianna               | Arianna               | Arianna               |
| 3      | Hannah         | Hannah         | Franziska      | Franziska             | Lea                   | Lea                   |
| 4      | Zoe & Desteney | Zoe & Desteney | Zoe & Desteney | Fritz & Lauri         | Fritz & Lauri         | Fritz & Lauri         |
| 5      | 2MAD           | 2MAD           | 2MAD           | Skullduggery Brothers | Skullduggery Brothers | Skullduggery Brothers |
| 6      | Tha Gipsys     | Tha Gipsys     | Tha Gipsys     | Bronx Sistas          | Bronx Sistas          | Bronx Sistas          |
| 7      | Christoph      | Christoph      | Christoph      | David                 | David                 | David                 |
| 8      | Chris & Felice | Chris & Felice | Chris & Felice | Martin & Marielle     | Martin & Marielle     | Martin & Marielle     |
| 9      | Own Risk       | Own Risk       | Own Risk       | Special Elements      | Special Elements      | Special Elements      |

Kandidat kam durch die Jury ins Televoting
Kandidatin kam ohne Juryentscheidung ins Televoting (Gegnerin wegen Armverletzung nicht angetreten)
Televoting
| Kandidat         | Televoting |
| ---------------- | ---------- |
| David            |            |
| Dance Industry   |            |
| Zoe & Desteney   |            |
| Chris & Felice   |            |
| Arianna          |            |
| Lea              |            |
| 2MAD             |            |
| Bronx Sistas     |            |
| Special Elements |            |

Kandidat kam ins Finale

### Finale
Das Finale fand am 14. August 2014 statt und wurde auf ProSieben ausgestrahlt. Nach den ersten sechs Tanzdarbietungen konnten die Zuschauer abstimmen, welche drei Kandidaten am finalen Voting teilnehmen sollten. Ebenso wurde nach der zweiten Startgruppe verfahren. Die Schlussabstimmung und neben dem Preisgeld einen Peugeot 108 gewann der 21-jährige Krefelder Architekturstudent irakisch-kurdischer Abstammung Majid Kessab, der seit 2014 eine Tanzschule betreibt und bereits internationale Tanztitel im Hip-Hop gewonnen hat.
| Platz | Startnr. | Kandidat             | Televoting | Finales Televoting |
| ----- | -------- | -------------------- | ---------- | ------------------ |
|       | 1        | D.M.A. Crew          |            |                    |
|       | 2        | Leonie               |            |                    |
|       | 3        | Chris & Felice       |            |                    |
|       | 4        | Zoe & Desteney       |            |                    |
|       | 5        | BigStyle             |            |                    |
|       | 6        | Sarah                |            |                    |
|       | 7        | Marie-Sophie & Paulo |            |                    |
|       | 8        | David                |            |                    |
|       | 9        | Dance Industry       |            |                    |
|       | 10       | Sandra & Paul        |            |                    |
| 1     | 11       | Majid                |            |                    |
|       | 12       | Bente & Mauro        |            |                    |

Kandidat wurde ins finale Voting gewählt

## Dritte Staffel (2015)
Die Jury bestand aus Palina Rojinski, Anton Zetterholm und Marvin A. Smith. Neue Moderatorin war Alexandra Maurer. Gesendet wurden die sieben Episoden zwischen dem 13. August und 24. September 2015 diesmal ausschließlich auf ProSieben.

### Auditions
Die Castings zur Show fanden im Frühjahr 2015 statt. Die Auditions wurden vom 14. bis zum 16. Juli 2015 im MMC-Coloneum in Köln aufgezeichnet und vom 13. August bis 3. September 2015 ausgestrahlt.
Folgende Kandidaten qualifizierten sich in den Auditions:
| - Duo Piti - Mario - Gessica & Romano - KeraAmika - Susanna - Dario & Laura - Stéphane - Mustafa* | - 9-1 PACT - Robert & Anastasia - Mejeh Black - Afina - Sebi & Chris - Dinipiri - Filip - Michal & Olena* | - Anna - Blondy - Bro Code - French Wingz - Sergey - Live Message - Rania - Selina - Vladi & Sarah* - Jacqueline & Razvan* | - Ate - Kevin* - Michele - Reality - Rowdy Eyez - Sandra & Anni* - Shirley - Team Recycled - The Royalheat |
| * Im Callback weiter                                                                              | | | |

### 1. Halbfinale
Das erste Halbfinale fand am 10. September 2015 statt.
Battle-Round
| Battle | Gegner              | Gegner              | Gegner              | Gegner             | Gegner             | Gegner             | Finalteilnahme des Battlesiegers |
| ------ | ------------------- | ------------------- | ------------------- | ------------------ | ------------------ | ------------------ | -------------------------------- |
| 1      | The Royalheat       | The Royalheat       | The Royalheat       | Dario & Laura      | Dario & Laura      | Dario & Laura      |                                  |
| 2      | Shirley             | Shirley             | Shirley             | Anna               | Anna               | Anna               |                                  |
| 3      | Blondy              | Blondy              | Blondy              | Dinipiri           | Dinipiri           | Dinipiri           |                                  |
| 4      | Rania               | Rania               | Rania               | Ate                | Ate                | Ate                |                                  |
| 5      | Bro Code            | Bro Code            | Bro Code            | Team Recycled      | Team Recycled      | Team Recycled      |                                  |
| 6      | Jacqueline & Razvan | Jacqueline & Razvan | Jacqueline & Razvan | Robert & Anastasia | Robert & Anastasia | Robert & Anastasia |                                  |
| 7      | Sebi & Chris        | Sebi & Chris        | Vladi & Sarah       | Vladi & Sarah      | Duo Piti           | Duo Piti           |                                  |
| 8      | Mario               | Mario               | Mario               | Sergey             | Sergey             | Sergey             |                                  |

Battlesieger
Von der Jury ins Finale gewählt
Von den Zuschauern ins Finale gewählt
Nicht ins Finale gewählt

### 2. Halbfinale
Das zweite Halbfinale fand am 17. September 2015 statt.
Battle-Round
| Battle | Gegner           | Gegner           | Gegner           | Gegner         | Gegner         | Gegner         | Finalteilnahme des Battlesiegers |
| ------ | ---------------- | ---------------- | ---------------- | -------------- | -------------- | -------------- | -------------------------------- |
| 1      | Mustafa          | Mustafa          | Mustafa          | Selina         | Selina         | Selina         |                                  |
| 2      | French Wingz     | French Wingz     | French Wingz     | Mejeh Black    | Mejeh Black    | Mejeh Black    |                                  |
| 3      | Afina            | Afina            | Afina            | Susanna        | Susanna        | Susanna        |                                  |
| 4      | Reality          | Reality          | Reality          | Live Message   | Live Message   | Live Message   |                                  |
| 5      | Filip            | Filip            | Kevin            | Kevin          | Michele        | Michele        |                                  |
| 6      | 9-1 PACT         | 9-1 PACT         | 9-1 PACT         | KeraAmika      | KeraAmika      | KeraAmika      |                                  |
| 7      | Rowdy Eyez       | Rowdy Eyez       | Rowdy Eyez       | Stéphane       | Stéphane       | Stéphane       |                                  |
| 8      | Gessica & Romano | Gessica & Romano | Gessica & Romano | Michal & Olena | Michal & Olena | Michal & Olena |                                  |

Battlesieger
Von der Jury ins Finale gewählt
Von den Zuschauern ins Finale gewählt
Nicht ins Finale gewählt

### Finale
Das Finale fand am 24. September 2015 statt. Nach den ersten sechs Tanzdarbietungen konnten die Zuschauer abstimmen, welche drei Kandidaten am finalen Voting teilnehmen sollten. Ebenso wurde nach der zweiten Startgruppe verfahren. Sieger wurde das 21- und 22-jährige männliche Hannoveraner Duo Piti.
| Platz | Startnr. | Kandidat       | Televoting | Finales Televoting |
| ----- | -------- | -------------- | ---------- | ------------------ |
|       | 1        | Dinipiri       |            |                    |
|       | 2        | Ate            |            |                    |
|       | 3        | Team Recycled  |            |                    |
|       | 4        | Live Message   |            |                    |
|       | 5        | Michal & Olena |            |                    |
|       | 6        | Selina         |            |                    |
|       | 7        | Anna           |            |                    |
|       | 8        | KeraAmika      |            |                    |
|       | 9        | Sergey         |            |                    |
|       | 10       | Michele        |            |                    |
|       | 11       | Stéphane       |            |                    |
| 1     | 12       | Duo Piti       |            |                    |

Kandidat wurde ins finale Voting gewählt

### Trivia
- Vier der fünf Tänzer von The Royalheat und Dario & Laura, Teilnehmer am 1. Halbfinale, waren als Teil der Formation S’n’C Kidz Finalisten der ersten Staffel.[23]
- Mejeh Black, Teilnehmer am 2. Halbfinale, hatten bereits 2013 Auftritte in der Sendung Das Supertalent, in der sie in erweiterter Formation ebenfalls das Halbfinale erreichten.
- Ins Finale und in die Endabstimmung gelangten mit Team Recycled und KeraAmika zwei Halbfinalteilnehmer der ersten Staffel.
- Der Finalist Dinipiri war 2013 als Mitglied von Link2Dance-Patchwork ebenfalls im Finale.
- Link2Dance-Patchwork, Finalteilnehmer 2013, traten 2015 unter Live Message auf und gelangten wiederum ins Finale.

## Einschaltquoten

### Staffel 1
| Nr. (Staffel) | Sendung       | Sender    | Datum             | Zuschauer | Zuschauer       | Marktanteil | Marktanteil     |
| Nr. (Staffel) | Sendung       | Sender    | Datum             | Gesamt    | 14 bis 49 Jahre | Gesamt      | 14 bis 49 Jahre |
| ------------- | ------------- | --------- | ----------------- | --------- | --------------- | ----------- | --------------- |
| 01            | Audition      | ProSieben | Do, 20. Juni 2013 | 2,35 Mio. | 1,70 Mio.       | 8,9 %       | 17,3 %          |
| 02            | Audition      | Sat.1     | Fr, 21. Juni 2013 | 2,12 Mio. | 1,34 Mio.       | 8,3 %       | 14,9 %          |
| 03            | Audition      | ProSieben | Do, 27. Juni 2013 | 2,42 Mio. | 1,78 Mio.       | 8,5 %       | 16,8 %          |
| 04            | 1. Halbfinale | Sat.1     | Fr, 28. Juni 2013 | 2,18 Mio. | 1,45 Mio.       | 8,3 %       | 15,7 %          |
| 05            | 2. Halbfinale | ProSieben | Do, 4. Juli 2013  | 2,01 Mio. | 1,47 Mio.       | 7,9 %       | 15,5 %          |
| 06            | Finale        | Sat.1     | Fr, 5. Juli 2013  | 1,90 Mio. | 1,15 Mio.       | 8,1 %       | 14,3 %          |

### Staffel 2
| Nr. (Staffel) | Sendung       | Sender    | Datum               | Zuschauer | Zuschauer       | Marktanteil | Marktanteil     |
| Nr. (Staffel) | Sendung       | Sender    | Datum               | Gesamt    | 14 bis 49 Jahre | Gesamt      | 14 bis 49 Jahre |
| ------------- | ------------- | --------- | ------------------- | --------- | --------------- | ----------- | --------------- |
| 01            | Audition      | ProSieben | Do, 17. Juli 2014   | 1,70 Mio. | 1,10 Mio.       | 7,3 %       | 13,2 %          |
| 02            | Audition      | Sat.1     | Fr, 18. Juli 2014   | 1,70 Mio. | 0,94 Mio.       | 7,9 %       | 13,6 %          |
| 03            | Audition      | ProSieben | Do, 24. Juli 2014   | 1,96 Mio. | 1,30 Mio.       | 7,3 %       | 13,4 %          |
| 04            | Audition      | Sat.1     | Fr, 25. Juli 2014   | 1,86 Mio. | 1,03 Mio.       | 7,5 %       | 12,4 %          |
| 05            | Audition      | ProSieben | Do, 31. Juli 2014   | 1,70 Mio. | 1,05 Mio.       | 6,8 %       | 11,7 %          |
| 06            | 1. Halbfinale | Sat.1     | Fr, 1. August 2014  | 1,60 Mio. | 0,90 Mio.       | 7,2 %       | 12,2 %          |
| 09            | 2. Halbfinale | ProSieben | Do, 7. August 2014  | 1,51 Mio. | 0,98 Mio.       | 6,0 %       | 11,0 %          |
| 08            | 3. Halbfinale | Sat.1     | Fr, 8. August 2014  | 1,54 Mio. | 0,90 Mio.       | 6,5 %       | 11,2 %          |
| 09            | Finale        | ProSieben | Do, 14. August 2014 | 1,82 Mio. | 1,08 Mio.       | 6,9 %       | 11,2 %          |

### Staffel 3
| Nr. (Staffel) | Sendung       | Datum              | Zuschauer | Zuschauer       | Marktanteil | Marktanteil     | Quelle |
| Nr. (Staffel) | Sendung       | Datum              | Gesamt    | 14 bis 49 Jahre | Gesamt      | 14 bis 49 Jahre | Quelle |
| ------------- | ------------- | ------------------ | --------- | --------------- | ----------- | --------------- | ------ |
| 01            | Audition      | 13. August 2015    | 1,46 Mio. | 0,97 Mio.       | 6,3 %       | 12,1 %          | [ 39 ] |
| 02            | Audition      | 20. August 2015    | 1,37 Mio. | 0,89 Mio.       | 5,2 %       | 9,8 %           | [ 40 ] |
| 03            | Audition      | 27. August 2015    | 1,38 Mio. | 0,93 Mio.       | 5,6 %       | 10,8 %          | [ 41 ] |
| 04            | Audition      | 3. September 2015  | 1,33 Mio. | 0,89 Mio.       | 4,9 %       | 9,2 %           | [ 42 ] |
| 05            | 1. Halbfinale | 10. September 2015 | 1,19 Mio. | 0,76 Mio.       | 4,5 %       | 8,1 %           | [ 43 ] |
| 06            | 2. Halbfinale | 17. September 2015 | 1,20 Mio. | 0,81 Mio.       | 4,3 %       | 8,1 %           | [ 44 ] |
| 07            | Finale        | 24. September 2015 | 1,11 Mio. | 0,77 Mio.       | 4,2 %       | 8,3 %           | [ 45 ] |

## Kritik
„‚Got to Dance‘ beantwortet die Frage, deren Beantwortung bislang jede Gesangs-Castingshow schuldig geblieben ist: Warum man eigentlich im Fernsehen nach Talenten sucht? Weil man sie sehen muss. […] Die Show hat Tempo und Rhythmus – und unterhält erst einmal sehr kurzweilig. Das ist ein schon nicht so leicht erreichbares Ziel. […] Die Tanzshow liefert am Ende gut zwei Stunden harmlose Unterhaltung mit einzelnen, sehr spektakulären Acts. Man lässt sich begeistern, doch wer am Ende gewinnen wird? Das ist einem egal. […] Also egal wie die Quote ausfällt: Für diese handwerklich saubere Sendung muss sich niemand verstecken – auch das ist ein Unterschied zu den bisherigen Experimenten.“

## Auszeichnungen
Am 2. Oktober 2013 wurde Got to Dance mit dem Deutschen Fernsehpreis in der Kategorie „Beste Unterhaltung Show“ ausgezeichnet.
Im Rahmen der Münchner Medientage wurde am 22. Oktober 2015 die digitale Marketing-Kampagne für Got to Dance mit dem 1. Preis der Internationalen Eyes and Ears Awards in der Kategorie Beste Digital Marketing-Kampagne ausgezeichnet.